# 弗兰克氏菌科
弗兰克氏菌科（学名：Frankiaceae）為放线菌纲弗兰克氏菌目的一科细菌。此科的模式属为弗兰克氏菌属(Frankia)。

## 属
- 弗兰克氏菌属 Frankia Brunchorst 1886